# Behind the Wheel
Behind the Wheel – singel grupy Depeche Mode promujący album Music for the Masses. Utwór ukazał się także jako strona B singla „I Want You Now”. Stroną B singla jest utwór "Route 66".

## Behind the Wheel (1987)

### Wydany w krajach
- Australia (7", 12")
- Belgia (7", 12" CD)
- Brazylia (CD)
- Filipiny (12")
- Francja (7", 12", CD)
- Hiszpania (7", 12")
- Holandia (7", 12")
- Japonia (7", 3" CD)
- Kanada (7", 12", MC)
- Niemcy (7", 12", CD, 3" CD)
- Portugalia (7")
- RPA (7")
- Unia Europejska (CD)
- USA (7", 12", MC, CD)
- Wielka Brytania (7", 12", MC, CD)
- Włochy (7", 12")

### Informacje
- Nagrano w 1987
- Produkcja Depeche Mode, David Bascombe i Daniel Miller
- Teksty i muzyka Martin Lee Gore i Robert William Troup Jr.

### Twórcy
- David Gahan - wokale główne, sampler
- Martin Gore - gitara, sampler, wokale wspierające
- Andrew Fletcher - syntezator, zarządzanie, sampler
- Alan Wilder - syntezator, automat perkusyjny, sampler, chórki

### WydaniaMute
- BONG 15 wydany 28 grudnia 1987
  1. Behind the Wheel (Remix[a]) – 3:58
  2. Route 66 – 4:08

- DJ BONG 15 wydany 28 grudnia 1987
  1. Behind the Wheel (DJ Bong15 Remix) – 3:54
  2. Route 66 – 4:08

- DJ BONG 15 wydany 28 grudnia 1987
  1. Behind the Wheel (DJ Bong15 Remix) – 3:54

- S BONG 15 wydany kiedy
  1. Behind the Wheel (7" DJ Remix)
  2. Route 66

- 12 BONG 15 wydany 28 grudnia 1987
  1. Behind the Wheel (Extended Remix) – 5:55
  2. Route 66 (Beatmasters Mix) – 6:19

- L12 BONG 15 wydany 28 grudnia 1987
  1. Behind the Wheel (Beatmasters Mix) – 7:58
  2. Route 66 (Beatmasters Mix) – 10:39

- L12 BONG 15 (wersja promocyjna) wydany 28 grudnia 1987
  1. Behind the Wheel (Beatmasters Mix) – 7:58
  2. Route 66 (Casualty Mix) – 10:39

- D BONG 15 wydany kiedy
  1. Behind the Wheel (Extended Remix)
  2. Behind the Wheel
  3. Route 66

- C BONG 15 wydany kiedy
  1. Behind the Wheel (Extended Remix)
  2. Route 66 (Beatmasters Mix)
  3. Behind the Wheel

- CD BONG 15 wydany 28 grudnia 1987
  1. Behind the Wheel (Remix[a]) – 3:58
  2. Route 66 – 4:09
  3. Behind the Wheel (Extended Remix) – 5:57
  4. Behind the Wheel – 5:18

- CD BONG 15 wydany 1992
  1. Behind the Wheel (Remix[a]) – 3:58
  2. Route 66 – 4:11
  3. Behind the Wheel (Extended Remix) – 5:57
  4. Route 66 (Beatmasters Mix) – 6:21
  5. Behind the Wheel (Beatmasters Mix) – 8:01
  6. Route 66 (Casualty Mix) – 10:42
  7. Behind the Wheel – 5:18

- CD BONG 15X reedycja
  1. Behind the Wheel (Remix[a]) – 3:58
  2. Route 66 – 4:09
  3. Behind the Wheel (Extended Remix) – 5:57
  4. Route 66 (Beatmasters Mix) – 6:19
  5. Behind the Wheel (Beatmasters Mix) – 8:01
  6. Route 66 (Casualty Mix) – 10:39
  7. Behind the Wheel – 5:18

## Behind the Wheel 2011
Behind the Wheel 2011 – drugi, promocyjny singel grupy Depeche Mode z albumu Remixes 2: 81–11, a zarazem remiks singla "Behind the Wheel" z albumu Music for the Masses. Został wydany jedynie w USA. Autorem remiksu jest były członek grupy Depeche Mode, czyli Vince Clarke. Utwór miał wysokie noty na zagranicznych listach przebojów, w tym 1. – na Liście Przebojów Programu Trzeciego Polskiego Radia.

## Twórcy
- David Gahan - wokale główne
- Martin Gore - chórki
- Vince Clarke - syntezatory, automat perkusyjny, perkusja elektroniczna, miksowanie, zarządzanie